# Black Country Communion
Black Country Communion es un grupo musical anglo-estadounidense formado en 2010 por Joe Bonamassa, Jason Bonham, Glenn Hughes y Derek Sherinian.

## Historia
La idea para formar Black Country Communion surgió cuando Glenn Hughes y Joe Bonamassa tocaron juntos en Los Ángeles en noviembre de 2009. A raíz de ello Kevin Shirley, productor de Bonamassa, les propuso grabar un disco juntos con Jason Bonham a la batería. Como Bonamassa quería incorporar un teclista, Shirley les propuso llamar a Derek Sherinian para completar el grupo. Inicialmente el grupo se iba a llamar Black Country, por la zona minera de Inglaterra de la que proceden tanto Hughes como Bonham. Se añadió el término Communion para evitar problemas con otro grupo anterior que también se llamaba así.
Grabaron su primer disco, Black Country, durante los primeros meses de 2010 y lo publicaron en septiembre del mismo año. Posteriormente, el grupo ha continuado sacando discos y tocando en directo anualmente.
El grupo se separa en el año 2013, dando lugar a la banda California Breed la cual fundan Glenn Hughes y Jason Bonham.
La banda volvió a juntarse en 2017, con la edición de su cuarto álbum.

## Discografía
- Black Country (20 de septiembre de 2010)
- 2 (13 de junio de 2011)
- Afterglow (29 de octubre de 2012)[4]
- BCCIV (22 de septiembre de 2017)
- BCCV (2024)